# Islam Makhachev
Islam Ramazanovich Makhachev (em russo:  Ислам Рамазанович Махачев; nascido em Makhachkala, 27 de setembro de 1991) é um lutador russo profissional de Sambo, e MMA. Makhachev foi diversas vezes Campeão Mundial de Sambo e é ex-campeão mundial Peso-Leve do UFC. Islam perdeu seu título no Peso-leve após ser anunciado no dia 13/05/2025 que o russo irá subir de categoria para enfrentar Jack Della Maddalena pelo cinturão dos Meio-Médios do UFC. 

## Carreira no MMA

### M-1 Global
Makhachev fez sua estreia no M-1 Global contra Tengiz Khuchua em 12 de Fevereiro de 2011 e ganhou a luta por nocaute no primeiro round.
Na segunda luta pela promoção, Makhachev enfrentou a invicta promessa Mansour Barnaoui, em 9 de Abril de 2013 no M-1 Challenge 38. Ele venceu a luta por decisão unânime.
Makhachev enfrentou o invicto faixa preta de Jiu Jitsu Brasileiro Rander Junio em 21 de Agosto de 2013 no M-1 Challenge 41. Ele ganhou a luta por decisão unânime.
Makhachev enfrentou o veterano do M-1 Global Yuri Ivlev em 7 de Junho de 2014 no M-1 Challenge 49. Islam dominou a luta, ele acertou Ivlev com socos antes de finalizar a luta com uma chave de braço.
Em 7 de Setembro de 2014, em sua última luta pelo M-1 Global antes de assinar com o UFC, Makhachev derrotou o veterano croata Ivica Truscek por finalização.

### Ultimate Fighting Championship
Em 2 de Outubro de 2014 Makhachev assinou um contrato de quatro lutas com o UFC.
Makhachev enfrentou Leo Kuntz em 23 de Maio de 2015 no UFC 187. Ele venceu a luta por finalização no segundo round.Agora Makhachev devera enfrentar Adriano Martins em 03 de Outubro de 2015 no Ufc 192.
Makhachev enfrentou Adriano Martins em 3 de Outubro de 2015 no UFC 192. Makhachev sofreu sua primeira derrota na carreira ao ser derrotado por nocaute ainda no primeiro round.
Makhachev venceu a luta pelo cinturão da divisão peso-leve em 22 de outubro de 2022 no UFC 280 após ter finalizado Charles Oliveira.

## Títulos

### Artes Marciais Mistas
- ProFC
- Copa Nacional da ProFC Union
- UFC
- Campeão da divisão peso leve do UFC

### Sambo
- Federação Mundial de Sambo
- Campeão Mundial de Sambo[11]
- Federação Russa de Sambo
- Campeão Nacional Russo de Sambo (quatro vezes)

### Grappling
- Federação de Grappling Russo da UWW
- Campeão Nacional do Distrito da Ciscaucásia

## Cartel no MMA
| Cartel no MMA   |             |           |
| 23 lutas        | 22 vitórias | 1 derrota |
| Por nocaute     | 4           | 1         |
| Por finalização | 10          | 0         |
| Por decisão     | 8           | 0         |

| Res.    | Cartel | Oponente              | Método                               | Evento                                  | Data       | Round | Tempo | Local                 | Notas |
| ------- | ------ | --------------------- | ------------------------------------ | --------------------------------------- | ---------- | ----- | ----- | --------------------- | --- |
| Vitória | 27-1   | Renato Carneiro       | Finalização (estrangulamento d'arce) | UFC 311: Makhachev vs. Carneiro         | 18/01/2025 | 1     | 4:05  | Inglewood, California | Defendeu o Cinturão Peso Leve do UFC; Quebrou o recorde de defesas consecutivas do cinturão dos leves (4).                              |
| Vitória | 26-1   | Dustin Poirier        | Finalização (estrangulamento d'arce) | UFC 302: Makhachev vs. Poirier          | 01/06/2024 | 5     | 2:42  | Newark, New Jersey    | Defendeu o Cinturão Peso Leve do UFC; Igualou o recorde de defesas consecutivas do cinturão dos leves (3); Performance e Luta da Noite. |
| Vitória | 25-1   | Alexander Volkanovski | Nocaute (chute na cabeça e socos)    | UFC 294: Makhachev vs. Volkanovski 2    | 21/10/2023 | 1     | 3:06  | Abu Dhabi             | Defendeu o Cinturão Peso Leve do UFC; Volkanovski substituiu Oliveira com 10 dias de antecedência; Performance da Noite.                |
| Vitória | 24-1   | Alexander Volkanovski | Decisão (unânime)                    | UFC 284: Makhachev vs. Volkanovski      | 12/02/2023 | 5     | 5:00  | Perth                 | Defendeu o Cinturão Peso Leve do UFC; Luta da Noite; Luta do Ano (2023)                                                                 |
| Vitória | 23-1   | Charles Oliveira      | Finalização (triângulo de braço)     | UFC 280: Oliveira vs. Makhachev         | 22/10/2022 | 2     | 3:16  | Abu Dhabi             | Ganhou o Cinturão Peso Leve Vago do UFC; Performance da Noite.                                                                          |
| Vitória | 22-1   | Bobby Green           | Nocaute Técnico (socos)              | UFC Fight Night: Makhachev vs. Green    | 26/02/2022 | 1     | 3:23  | Las Vegas, Nevada     | Luta em Peso Casado (160 lbs). |
| Vitória | 21-1   | Dan Hooker            | Finalização (kimura)                 | UFC 267: Blachowicz vs. Teixeira        | 30/10/2021 | 1     | 2:25  | Las Vegas, Nevada     | |
| Vitória | 20-1   | Thiago Moisés         | Finalização (mata leão)              | UFC on ESPN: Makhachev vs. Moisés       | 17/07/2021 | 4     | 2:38  | Las Vegas, Nevada     | |
| Vitória | 19-1   | Drew Dober            | Finalização (triângulo de braço)     | UFC 259: Blachowicz vs. Adesanya        | 06/03/2021 | 3     | 1:37  | Las Vegas, Nevada     | |
| Vitória | 18-1   | Davi Ramos            | Decisão (unânime)                    | UFC 242: Khabib vs. Poirier             | 07/09/2019 | 3     | 5:00  | Abu Dhabi             | |
| Vitória | 17-1   | Arman Tsarukyan       | Decisão (unânime)                    | UFC Fight Night: Overeem vs. Oleinik    | 20/04/2019 | 3     | 5:00  | São Petersburgo       | Luta da Noite. |
| Vitória | 16-1   | Kajan Johnson         | Finalização (chave de braço)         | UFC on Fox: Alvarez vs. Poirier II      | 28/07/2018 | 1     | 4:43  | Calgary, Alberta      | |
| Vitória | 15-1   | Gleison Tibau         | Nocaute (soco)                       | UFC 220: Miocic vs. Ngannou             | 20/01/2018 | 1     | 0:57  | Boston, Massachusetts | |
| Vitória | 14-1   | Nik Lentz             | Decisão (unanime)                    | UFC 208: Holm vs. de Randamie           | 11/02/2017 | 3     | 5:00  | Brooklyn, New York    | |
| Vitória | 13-1   | Chris Wade            | Decisão (unânime)                    | UFC Fight Night: Poirier vs. Johnson    | 17/09/2016 | 3     | 5:00  | Hidalgo, Texas        | |
| Derrota | 12-1   | Adriano Martins       | Nocaute (soco)                       | UFC 192: Cormier vs. Gustafsson         | 03/10/2015 | 1     | 1:46  | Houston, Texas        | |
| Vitória | 12-0   | Leo Kuntz             | Finalização (mata leão)              | UFC 187: Johnson vs. Cormier            | 23/05/2015 | 2     | 2:38  | Las Vegas, Nevada     | Estreia no UFC. |
| Vitória | 11-0   | Ivica Truscek         | Finalização (triângulo invertido)    | M-1 Challenge 51                        | 07/09/2014 | 3     | 4:45  | São Petersburgo       | Luta em Peso Casado (165 lbs). |
| Vitória | 10-0   | Yuri Ivlev            | Finalização (chave de braço)         | M-1 Challenge 49                        | 07/06/2014 | 1     | 1:49  | Targim                | |
| Vitória | 9-0    | Rander Junio          | Decisão (unânime)                    | M-1 Challenge 41                        | 21/08/2013 | 3     | 5:00  | São Petersburgo       | |
| Vitória | 8-0    | Mansour Barnaoui      | Decisão (unânime)                    | M-1 Challenge 38                        | 09/04/2013 | 3     | 5:00  | São Petersburgo       | |
| Vitória | 7-0    | Anatoly Kormilkin     | Finalização (chave de braço)         | Lion's Fights 2                         | 02/09/2012 | 1     | 3:17  | São Petersburgo       | |
| Vitória | 6-0    | Migel Grigoryan       | Finalização (mata leão)              | Siberian Fighting Championship 1        | 15/12/2011 | 1     | 4:25  | Tomsk                 | |
| Vitória | 5-0    | Vladimir Egoyan       | Decisão (dividida)                   | ProFC - Union Nation Cup Final          | 02/07/2011 | 2     | 5:00  | Rostov-on-Don         | |
| Vitória | 4-0    | Magomed Ibragimov     | Finalização (triângulo)              | Tsumada Fighting Championship 5         | 01/07/2011 | 2     | 3:15  | Agvali                | |
| Vitória | 3-0    | Martiros Grigoryan    | Nocaute Técnico (socos)              | ProFC - Union Nation Cup 15             | 06/05/2011 | 1     | 2:52  | Simferopol            | |
| Vitória | 2-0    | Tengiz Khuchua        | Nocaute (soco)                       | M-1 Selection Ukraine 2010 - The Finals | 12/02/2011 | 2     | 0:30  | Kiev                  | |
| Vitória | 1-0    | Magomed Bekbolatov    | Decisão (unânime)                    | Tsumada Fighting Championship 4         | 01/08/2010 | 2     | 5:00  | Agvali                | |